# Embalse del Calabazar
El embalse del Calabazar es un embalse español que se encuentra situado dentro del término municipal de Calañas, en la provincia de Huelva, estando ubicado al sur del núcleo de población y cerca de la mina de Sotiel Coronada. Se extiende sobre una superficie de unas 39 hectáreas.

## Historia
El embalse fue construido por la United Alkali Company en la primera década del siglo XX con el fin de proporcionar un abastecimiento regular de agua a sus explotaciones en la mina de Sotiel Coronada. La construcción transcurrió en una primera fase durante el año 1906, levantándose una presa en mampostería. Sin embargo, la importante expansión que atravesaron las labores mineras en Sotiel Coronada llevó, en 1908, a que se llevara a cabo una ampliación del embalse. Como resultado de la intervención la presa fue elevada hasta alcanzar una altura de 23 metros, doblándose la capacidad de almacenamiento del recinto. A partir de 1941 el agua del Calabazar fue empleada para las instalaciones que poseía la Unión Española de Explosivos en La Torerera.